# Кондиціонер
Кондиціоне́р — пристрій для охолоджування повітря в житлових або виробничих приміщеннях. Кондиціонер звичайно аналогічний за принципом дії і будовою побутовому холодильнику. Кондиціонер може мати функцію обігріву і виступати як пристрій опалення приміщень. 
Перший кондиціонер було винайдено в 1902 р. американським інженером Віллісом Керрієром і призначався не стільки для охолоджування повітря, скільки для боротьби з вогкістю. У середині 40-х минулого століття кондиціонер почав тріумфальний хід по всьому світу. У 1961 році були винайдені спліт-системи, які дозволяють зменшити деякі ризики тривалого використання кондиціонерів старого зразку.

## Вплив на здоров'я людини
Надмірне використання кондиціонерів, особливо старих зразків може зумовити розвиток і поширення мікроорганізмів, таких як Legionella pneumophila, яка спричинює легіонелез, чи теплолюбові актинобактерії. З іншого боку, кондиціювання повітря, включаючи фільтрацію, зволоження, охолодження, дезінфекцію тощо, може бути використане для встановлення чистої, безпечної, гіпоалергенної атмосфери в лікарнях в операційних кімнатах та інших місцях, де відповідна атмосфера є критичною для здоров'я та комфорту пацієнта. Кондиціювання може здійснювати позитивний ефект для хворих на алергію та бронхіальну астму.
У серйозну тривалу спеку кондиціювання може врятувати життя людей похилого віку. У деяких містах місцева влада організовує публічні охолоджувальні центри у допомогу тим, у кого немає кондиціонера вдома.
Надмірна робота кондиціонерів може створити сильні шуми, які сприяють до погіршення слуху, якщо терпіти їх дію протягом великого терміну. Ці шуми є подібними до шумів, якщо жити біля напруженого шосе чи аеропорту протягом значного проміжку часу. Належним чином працюючі кондиціонери — набагато краще.

## Цікавий факт
У деяких країнах, зокрема в Швейцарії, використання кондиціонерів у домівках не вітається з метою економіки, тому у приватних будинках і квартирах їх немає.

## Види кондиціонерів
- Спліт-система
- Віконний кондиціонер
- Моноблок
- Мобільні
- Мульти-спліт системи
- Інверторний кондиціонер